# Нучет (Бихор)
Нучет (рум. Nucet) насеље је у Румунији у округу Бихор у општини Нучет. Oпштина се налази на надморској висини од 773 m.

## Становништво
Према подацима из 2002. године у насељу је живело 1702 становника.

### Попис2002.
| Расподела становништва по националности 2002.‍ | Расподела становништва по националности 2002.‍ | Расподела становништва по националности 2002.‍ | Расподела становништва по националности 2002.‍ | Расподела становништва по националности 2002.‍ |
| --------------------------------------------- | --------------------------------------------- | --------------------------------------------- | --------------------------------------------- | --------------------------------------------- |
|                                               |                                               |                                               |                                               |                                               |
| Румуни                                        | Румуни                                        |                                               | 1.597                                         | 93,9%                                         |
| Мађари                                        | Мађари                                        |                                               | 64                                            | 3,8%                                          |
| Роми                                          | Роми                                          |                                               | 39                                            | 2,3%                                          |